# Hydroxid
Hydroxid-ionen er en sammensat negativt ladet ion med formlen OH-.
Hydroxid kan også staves hydroxyd.